# Oliver Åberg
Oliver Åberg, född 1990, är en svensk röstskådespelare. Han arbetar oftast med animeproduktioner (till exempel filmer av Studio Ghibli) och är även verksam som sångare. Fram till och med 2013 har han givit svensk röst åt rollfigurer i minst 23 TV-serier och 21 filmer.

## Roller (urval)
- 1999 - Digimon Adventure (T.K.)
- 2002 - Den vilda familjen Thornberry - filmen (Tally)
- 2004 - Två Tigerbröder
- 2006 - Huset Anubis (Fabian och Robbie)
- 2006 - Vampyrskolan (Oskar)
- 2007 - Kikis expressbud (roll: Tombo[3])
- 2008 - Laputa – Slottet i himlen (Pazu)
- 2009 - Om du lyssnar noga (Sugimura)
- 2010 - Lånaren Arrietty (Sho)
- 2012 - Lego Lord of the Rings:The Video Game (Frodo Baggins)
- 2016 - Lego Star Wars: The Force Awakens (Thanisson)
- 2016 - Voltron – Den legendariska beskyddaren